# Kurza twarz (album)
Kurza twarz – szósty album w dyskografii Romana Wojciechowskiego. Również i ten krążek sygnowany jest nazwą Pazur.

## O albumie
Kurza twarz jest w pewnym sensie protestem przeciw amerykanizacji polskiego języka. Wojciechowski w swoich nowych tekstach komentuję współczesną polską rzeczywistość. Kurza twarz, czyli próżne żale to naśmiewanie się z programów telewizyjnych typu Talent show oraz z miałkich muzycznych propozycji, natarczywie serwowanych przez media. Taniec porąbaniec z kolei, to kabaretowa obserwacja pewnych celebryckich przejawów bratania się z narodem i manipulacji z tym związanych. Jeszcze bardziej wymowny tytuł ma piosenka Dieta cud. Album zawiera muzykę z pogranicza popu, rocka i bluesa. Premierowy repertuar uzupełniają cztery utwory grupy Ozzy, w nowych aranżacjach (List do Luziy, Bicie serc budzi mnie, Oliviera, Obcy raj, obce niebo), a także nowe wersje kompozycji już nagranych (Nie patrz na mnie, Rajstopy, Jak psu kość). Na krążku można znaleźć kilka stricte bluesowych utworów, takich jak np. Laleczka – opowieść o transwestycie, jakby rodem z Nowego Jorku doby Andy Warhola, boogie O czarnych butach z chórkiem przypominającym pastiszowe dokonania Shakin’ Dudi, czy shuffle Piję za życie, będące esencją bluesowej estetyki „Pazura”. Autorem większości kompozycji jest Roman Wojciechowski, z wyjątkiem utworów List do Luizy, Bicie serc budzi mnie, Oliviera, Obcy raj, obce niebo, których autorami są Romuald Frey i Włodzimierz Krakus oraz Piję za życie – autorem kompozycji jest Stanisław Witta. Ponadto autorem tła muzycznego otwierającego i zamykającego płytę jest Jacek Krzaklewski (Tytułem wstępu, Końcówka). Autorami tekstów są: Bogdan Olewicz, Natasza Kielak, Jarosław Nowosad, Magdalena Wojtaszewska i R. Wojciechowski.

## Lista utworów[5]
1. Tytułem wstępu – 0:37
2. Kurza twarz, czyli próżne żale – 3:58
3. Nie patrz na mnie – 3:06
4. List do Luizy – 3:36
5. O czarnych butach – 2:25
6. Taniec porąbaniec – 3:13
7. Bicie serc budzi mnie – 3:30
8. Rajstopy – 4:03
9. Laleczka – 4:18
10. Dieta cud – 4:04
11. Oliviera – 4:03
12. Jak psu kość – 3:36
13. Obcy raj, obce niebo – 5:50
14. Piję za życie – 3:10
15. Końcówka – 0:18

## Wykonawcy[5]
- Roman Wojciechowski – śpiew, harmonijka ustna
- Jacek Krzaklewski – gitara, instrumenty klawiszowe
- Włodzimierz Krakus – gitara basowa, chórek
- Stanisław Witta – instrumenty klawiszowe, chórek
- Bartosz Niebielecki – perkusja

## Gościnnie[5]
- Karolina Cygonek – śpiew (3, 5, 10)
- Piotr Baron – saksofon (6, 9, 14)
- Jacek Berg – akordeon (2, 7)
- Jan Gałach – skrzypce (8, 11)
- Marek „Stingu” Popów – gitara (10)
- Renata Witta – chórek
- Michał Witta – chórek
- Andrzej Ryszka – chórek

## Personel[5]
- Roman Wojciechowski, Jacek Krzaklewski – aranżacje utworów
- Jacek Krzaklewski – realizacja nagrań
- Roman Wojciechowski, Włodzimierz Krakus – asysta
- Perkusję nagrano w studiu Jazda
- Krzysztof Borowicz – realizacja
- Nagrań i masteringu dokonano w studiu Bluesaw
- Carmen Cichowska, Dorota Bąk – projekt okładki
- LD, ALIMP – sponsorzy
- BAK Tłocznia Dysków Optycznych – druk i tłoczenie